# Cannons Creek
Cannons Creek – miasto w Australii, w stanie Wiktoria.